# Gilgoden
Die Gilgoden, auch Jilgoden, ist ein bretonischer Reihen- oder Kreistanz.
Die Gilgoden ist eine Variante des (Dañs tro). Sie besteht aus einer festen Abfolge von 2-mal Grundschritt und 2-mal Figur.

## Ausgangsposition
Die Personen stehen Seite an Seite im Kreis oder in der Kette. Die Personen (Männer und Frauen abwechselnd) halten sich an den Händen fest.

## Grundschritt

Grundschritt Gavotte

Der Tanz besteht aus einer Ballade und einer Figur. Beide Teile werden zweimal getanzt (16 Schläge; im 4/4-Takt 4 Takte).

### Ballade
Der Grundschritt der Ballade ist mit dem Grundschritt der Gavotte des Montagnes identisch.
Musikalisch besteht der Grundschritt aus 8 Schlägen. Wird die Melodie im 4/4-Takt notiert, werden zwei Takte für einen Grundschritt benötigt.
Die Schritte werden in Tanzrichtung (links) gesetzt. Die Tänzer beginnen mit dem linken Fuß und setzen abwechselnd ihre Schritte. Zwischen dem 3. und 4. Schlag wird ein Zwischenschritt gesetzt, siehe Grafik rechts. Zum Ausgleich wird auf den 8. Schlag kein Schritt gesetzt. Auf den 7. Schlag wird der rechte Fuß herangeholt und belastet. Der linke Fuß bleibt beim 8. Schlag unbelastet und wird geringfügig in die Höhe genommen.
Die Arme schwingen rhythmisch zur Melodie.

### Figur
Die Figur wird mit dem Kontrapartner als Paartanz durchgeführt. Die Frau wendet sich zu dem Partner rechts von ihr, der Mann entsprechend zur Partnerin links von ihm. Beide geben sich die rechte Hand, die auf Höhe der Schultern gehalten wird. Die Unterarme berühren sich. Beide tanzen mit dem Gavotte-Schritt (siehe oben) im Uhrzeigersinn um die rechte Hand (Rechte-Hand-Tour).